# Ogcodes basalis
Ogcodes basalis este o specie de muște din genul Ogcodes, familia Acroceridae. A fost descrisă pentru prima dată de Walker în anul 1852. Conform Catalogue of Life specia Ogcodes basalis nu are subspecii cunoscute.